# الحكومة الإسلامية وولاية الفقيه (كتاب)
الحكومة الإسلامية أو الحكومة الإسلامية وولاية الفقية أو ولاية الفقية كتاب من تأليف المرجع الديني الشيعي مؤسس الثورة الإسلامية الإيرانية روح الله الخميني، والكتاب عبارة عن 13 محاضرة ألقاها الخميني على طلاب العلوم الدينية في مدينة النجف سنة 1969م حول رأيه في الحكومة الإسلامية تحت عنوان ولاية الفقيه، والتي ألقاها باللغة الفارسية وتم ترجمتها عدة مرات إلى اللغة العربية، طبعت لأول مرة في بيروت عام 1970 م وتم أرسالها بسرية إلى إيران، وقد أثار إصداره الأول عملاء الشاه في العراق.

## المؤلف
روح الله مصطفى الموسوي الخميني (خمين24 سبتمبر 1902م- طهران 3 يونيو 1989م)، عالم دين ومرجع شيعي إيراني، رجل سياسي فقيه مُفسر وفيلسوف وعارف كاتب أسس جمهورية إيران الإسلامية وقائد الثورة الإسلامية ضد حكومة محمد رضا بهلوي عام 1979 م، له العديد من المؤلفات منها كتاب الأربعون حديثا، كشف الأسرار وغيرها.

## محتوى الكتاب
يطرح الكتاب رؤية روح الله الخميني حول ولاية الفقيه، والتي على أساسها شكّل حكومته في إيران بعد انتصاره على الشاه البهلوي، حيث يرآها بأنها من الأمور البديهية التي لاتحتاج إلى إثبات، وما جعلها بعيدة عن الاذهان والبداهة العقلية هو وضع المجتمعات الإسلامية.
ويذكر الخميني بأن أعداء الإسلام من المبشرين والمستشرقين ووسائل الاعلام كلها تعاونت في خدمة الدول الاستعمارية في العمل على تحريف حقائق الإسلام ورسم صورة مشوهة عنه في أذهان الناس.

## فهرس الكتاب
- أدلة ضرورة تشكيل الحكومة.
- ضرورة المؤسسات التنفيذية.
- ضرورة استمرار تنفيذ الاحكام
- حقيقة قوانين الإسلام (الأحكام المالية- الدفاع-الحدود والديات والقصاص)
- ضرورة (الثورة السياسية- الوحدة الإسلامية- انقاذ المظلومين والمحرومين-تشكيل الحكومة في الأحاديث)
- نظام الحكم الإسلامي، امتيازاته، شروط الحاكم، الحاكم في زمن الغيبة.
- ولاية الفقيه(الولاية الاعتبارية- الولاية التكوينية)
- الحكومة وسيلة لتحقيق الاهداف السامية، صفات الحاكم الذي يحقق هذه الاهداف.
- ولاية الفقية مستفادة من الاحاديث (الفقهاء العدول هم خلفاء الرسول، حديث علي بن ابي حمزة-حديث السكوني)
- أهداف الرسالات
- الفقهاء امناء الرسل في (قيادة الجيش- الدفاع عن الأمة- القضاء بين الناس)
- الحكومة الملتزمة بالقانون
- بمن تناط مهمة القضاء؟، القضاء من شؤون الفقيه العادل، والمرجع في حوادث الحياة (ويستشهد على ذلك من القرآن والحديث)
- تحريم التحاكم إلى حكام الجور
- علماء الإسلام هم مرجع الامور، وأنّهم منصوبون للحكم، منصبهم محفوظ دائماً ويستشهد بالعديد من الروايات (صحيحة قداح، رواية ابي البختري، مؤيدات أخرى، مؤيد من الفقه الرضوي، رواية تحف العقول)
- سبيل النضال من اجل تشكيل حكومة إسلامية، الاجتماع من اجل نشر المبادئ،عاشوراء جديد، المقاومة على المدى الطويل، اصلاح الهيئات الدينية، إزالة آثار العدوان الاستعماري الفكري والخلقي، اصلاح المتقدسين، تطهير المراكز الدينية، اطردوا فقهاء السلاطين، تدمير الحكومات الجائرة (وذلك بمقاطعة المؤسسات التابعة لهم وعدم التعاون معهم والابتعاد عن الأعمال التي تعود بالنفع عليهم، وتأسيس المؤسسات القضائية والإقتصادية والثقافية وغيرها في قِبال مؤسساتهم)

## مقتطفات من الكتاب
- «قول أعداء الإسلام عن الإسلام بأنّه لا علاقة له بتنظيم الحياة والمجتمع أو تأسيس حكومة، وإن مايعتني به ويوليه أهمية فقط هو أحكام الحيض والنفاس...ومن المؤسف ما لأقوالهم هذه من آثار سلبية في نفوس المسلمين... فقد اخرجوا قوانين الإسلام القضائية، والسياسية عن حيز التنفيذ، واسستبدلوا بها قوانين أوروبا،تحقيراً للإسلام، وطرداً له من المجتمع».
- «مجموعة القوانين لاتكفي لاصلاح المجتمع،ولكي يكون القانون مادة لاصلاح واسعاد البشر، فإنّه يحتاج إلى السلطة التنفيذية. لذا فإنّ الله تعالى قد جعل في الأرض إلى جانب مجموعة القوانين حكومة وجهاز تنفيذ وإدارة، الرسول صلى الله عليه وآله وسلم كان يترأس جميع اجهزة التنفيذ في إدارة المجتمع الإسلامي»[2]

## طباعة الكتاب
طبع هذه المحاضرات لأول مرة عام 1970م في بيروت من قِبل انصار الخميني هناك، وتم أرسالها إلى إيران بنحو سري كما أرسلت في الوقت نفسه إلى كلا من أوروبا و أمريكا[ ؟ ] وأفغانستان وباكستان.
في عام 1977م تم طبعها بعنوان (رسالة من الإمام الموسوي كاشف الغطاء) لكون كتب الخميني محظورة الطباعة والتوزيع والقراءة آنذاك.
صدر الكتاب عام 1993م، وقد تم طبع الكتاب عدة مرات قبل وبعد انتصار الثورة الإسلامية في إيران من قبل مؤسسة تنظيم ونشر تراث الإمام الخميني، باللغة الفارسية واللغة العربية والأنكليزية.

## انظر ايضاً
- كتاب كشف الأسرار تأليف الخميني.
- كتاب روح التوحيد رفض عبودية غير الله تأليف علي الخامنئي.
- كتاب صحيفة الإمام.
- ولاية الفقيه

## وصلات خارجية
- نظرة تحليلية، الإمام الخميني
- Islamic Government،Imam Khomeini